# Aron Gustafsson
Johan Aron Gustafsson (i riksdagen kallad Gustafsson i Lekåsa), född 25 september 1880 i Lekåsa församling i Skaraborgs län, död där 20 maj 1963, var en svensk lantbrukare och politiker (bondeförbundet).
Gustafsson var ledamot av riksdagens andra kammare 1933–1948, invald i Skaraborgs läns valkrets.